# DDTプロレス中継 さいたまースラム!
DDTプロレス中継 さいたまースラム!は、テレビ埼玉（テレ玉）で2014年4月2日から2017年3月29日まで放送されていたDDTプロレスリングの中継番組である。

## 番組概要
2013年9月29日、DDT後楽園ホール大会にて高木三四郎大社長がさいたまスーパーアリーナ進出を宣言、それを実現させるためにはお膝元であるテレ玉での毎週レギュラーが不可欠であるとした。
2014年1月3日、DDT後楽園大会にて放送開始が発表される。仮称として「さいたまスーパーアリーナへの道」と発表されたが、このタイトルはテレビ収録の大会名として使用されている。
3月9日、春日部ふれあいキューブ大会にて番組タイトル及び当大会がその初回収録を兼ねることが発表された。
2015年4月より毎週火曜日深夜25時開始に変更した。
月1回、埼玉県内各地で番組収録として大会を開き、それを編集して放送されている。ただし2014年10月放送は両国国技館大会の裏側密着とダイジェストだった。
番組コンテンツとして、特定の企業及び商品の宣伝を試合で行う「インフォマーシャルマッチ」が組まれる。第1弾はDDT公式エナジードリンク「ブラックアウト」。
2017年3月29日の放送を以って番組終了。その9日前である20日に『Judgement2017〜DDT旗揚げ20周年記念大会〜』がさいたまスーパーアリーナ・メインアリーナで開催された。

## 放送時間
- 火曜日25:00 - 25:30（2015年4月7日～2017年3月29日）
- 水曜日26:30 - 27:00（2014年4月2日～2015年3月25日）

## 出演者
- 解説：鶴見亜門（DDTプロレスリング・ゼネラルマネージャー）
- 実況：井上マイク（DDTプロレスリング・リングアナウンサー）

## テーマソング
- オープニング：GET READY

オリジナル曲。DDT興行でも2014年6月29日後楽園ホール大会よりオープニングで使用されている。

## クレジット
- 映像協力:FIGHTING TV サムライ
- MA:オフィスてら
- ディレクター/演出/構成/編集/ナレーション:今成夢人
- 制作著作:DDTプロレスリング 後援:テレ玉